# Чубарово (Рязанская область)
Чуба́рово — село в Сасовском районе Рязанской области России. Входит в состав Каргашинского сельского поселения.

## Географическое положение
Село находится в северо-западной части Сасовского района, в 24 км к северо-западу от райцентра.
Ближайшие населённые пункты:

— село Тонкачёво в 1,5 км к северу  по щебневой дороге;

— село Мокрое в 2,5 км к северо-востоку по асфальтированной дороге;

— село Церлёво в 5 км к западу по грунтовой песчаной дороге;

— деревня Ивановка в 4,5 км к северо-западу по щебневой дороге.
Ближайшая железнодорожная станция Сасово в 25 км к юго-востоку по асфальтированной дороге.

## История
Усадьба майора С.А. Чубарова известна в последней четверти XVIII века. В середине XIX века принадлежала А.И. Чубарову. В начале XX века его дочери П.А. Чубаровой.
Еще одна усадьба в селе с последней четверти XVIII века принадлежала древлянам Языковым. В первой половине XIX века майору в отставке Г.А. Языкову (1784- между 1860 и 1867), женатым на А.М. Свищовой, далее их сыну почётному мировому судье, коллежскому регистратору Г.Г. Языкову (г/р 1832), женатому на Е.Е. Ждановой (ум. 1912). В начале XX века их сыну штабс-капитану Г.Г. Языкову (г/р 1866), женатому на артистке балета З. Георгиевской.
От усадьбы Языковых сохранились руинированный двухэтажный главный дом с флигелем и галереей в духе зклектики с ярко выраженным декором русского стиля, заброшенные хозяйственные постройки, парк с прудом второй половины XIX - начала XX века. Утрачена церковь Преображения (Флора и Лавра) 1772 года сооруженная, вероятно, С.А. Чубаровым, на её месте клуб.
В Чубарово была похоронена Е.Е. Языкова.
С 1861 г. село Чубарово входило в Мокринскую волость Елатомского уезда Тамбовской губернии.
С 2004 г. и до настоящего времени входит в состав Каргашинского сельского поселения.
До этого момента было административным центром Чубаровского сельского округа.

## Население
| 1981 | 1989 | 2002 | 2007 | 2010 |
| ---- | ---- | ---- | ---- | ---- |
| 310  | ↘280 | ↘228 | ↘191 | ↘154 |

## Природа
Климат
Климат умеренно континентальный с умеренно жарким летом (средняя температура июля +19 °С) и относительно холодной зимой (средняя температура января -11 °С). Осадков выпадает около 600 мм в год.
Рельеф
Рельеф неоднородный. Высота над уровнем моря 122—129 м. Довольно глубокие речные долины.
Гидрография
По восточной оконечности села в северном направлении протекает река Сенка, приток Пёта. В 1 км выше по течению на ней создано довольно крупное водохранилище (самое большое по площади в Сасовском районе) с высотой падения воды около 4 м и площадью 80 га.
Почвы
Почвы к югу и востоку чернозёмные, к северо-западу и западу чернозёмные с высокой долей песка, иногда чисто песчаные.

## Инфраструктура

#### Дорожная сеть
Через село проходит автомобильная дорога Сасово — Чубарово (асфальтирована) и далее до Ивановки (щебневое покрытие).

#### Улицы
В селе четыре улицы: Новая, Почтовая, Советская, Школьная.

#### Транспорт
Связь с райцентром осуществляется маршрутом № 107 Сасово — Чубарово. Автобусы малой либо средней вместимости (в зависимости от дня недели) курсируют круглогодично по данному маршруту два раза в день.

#### Связь
Действует почтовое отделение связи, обслуживающее населённые пункты: Чубарово, Ивановка, Мокрое, Тонкачёво. Индекс 391447 (до 01.01.2000 г. — 391607).

#### Инженерная инфраструктура
Электроэнергию село получает по транзитной ЛЭП 10 кВ, от подстанции 35/10 кВ «Каргашино».

#### Здравоохранение
Работает фельдшерско-акушерский пункт.

## Культура
В селе находится заброшенная усадьба Языковых, построенная на рубеже XIX—XX вв. Позже здесь располагалась больница, функционирующая до 1980-х гг. Рядом находится пруд. На сегодняшний имеются только полуразрушенные и сильно заросшие со всех сторон строения.

## Интересные факты
- В 2,5 км к югу находилось село Подостровное, упразднённое в 2000-х гг. В настоящее время строений не осталось.

## Известные уроженцы
Гришин Виктор Семёнович (1942—2019) — советский и российский актёр театра, театральный педагог. Актёр Республиканского русского драматического театра Марийской АССР (1974―1978, 1984―2019). Народный артист Республики Марий Эл (2007). Заслуженный артист Республики Марий Эл (1999). Лауреат Национальной театральной премии имени Йывана Кырли.